# Wohngeld
Benefício de moradia é um benefício social na Alemanha regido pela Lei de Benefícios da Habitação (WoGG) para cidadãos que recebem um subsídio para aluguel (subsídio de aluguel) ou também para o próprio proprietário do domicílio (subsídio de ônus) devido à sua baixa renda. Os regulamentos legais sobre a concessão de subsídio de habitação (Lei de benefícios de habitação- WoGG - e outros) são considerados partes especiais do Código da Segurança Social Alemão
A Lei de Benefícios à Habitação entrou em vigor em 1 de abril de 1965. Desde então, foi adaptada várias vezes. A ideia de cálculo original, que compara o tamanho e a renda das famílias aos custos de moradia, sempre foi mantida.